# عین ماضی
عین ماضی (به عربی: عين ماضي) یک شهرداری در الجزایر است که در استان الاغواط واقع شده‌است. عین ماضی ۶٬۲۶۳ نفر جمعیت دارد.